# István Gulyás
István Gulyás (Pécs, 13 ottobre 1931 – Budapest, 31 luglio 2000) è stato un tennista ungherese.

## Carriera
È noto principalmente per essere arrivato in finale agli Internazionali di Francia 1966 dove fu sconfitto da Tony Roche.
In Coppa Davis giocò sessantuno match con la squadra ungherese vincendone trentaquattro.

## Statistiche

### Singolare

#### Vittorie (2)
| No. | Anno | Torneo                            | Superficie  | Avversario in finale | Punteggio          |
| 1.  | 1965 | Montecarlo Masters, Monte Carlo   | Terra rossa | Jiří Javorský        | 6–3, 7–9, 8–6, 6–4 |
| 2.  | 1968 | Düsseldorf Grand Prix, Düsseldorf | Terra rossa | Wilhelm Bungert      | 6–1, 6–3, 3–6, 7–5 |